# Зарайская стоянка

Вид раскопа в 2000 году

Зара́йская стоянка — древнейший археологический памятник эпохи верхнего палеолита на территории Московской области.
Стоянка расположена в самом центре старинного русского города Зарайска Московской области. Стоянка относится к костёнковско-авдеевской культуре (в более широком представлении — к костёнковско-виллендорфскому единству) и является памятником из круга так называемого восточного граветта. Археологические раскопки на стоянке велись с 1980 года А. В. Трусовым, а впоследствии возобновились в 1995 г. и продолжаются под руководством X. А. Амирханова и С. Ю. Льва (Институт археологии РАН, Отдел археологии каменного века). К 2006 году общая площадь вскрытой поверхности составила около 450 м².

## История открытия и изучения
Первый этап раскопок на Зарайской стоянке начинается в 1980 г., продолжается в 1982—1983 гг. до 1989 года и связан с работами на памятнике А. В. Трусова. К северу от Никольских ворот Зарайского кремля участок стоянки, примыкающий к пологому склону начинающегося здесь оврага, подвержен эрозии. Склон частично срезает довольно насыщенный палеолитический культурный слой. Жители Зарайска уже давно обнаруживали здесь кремнёвые предметы и кости животных. Первые небольшие специальные сборы кремнёвого материала тут были проведены сотрудницей Зарайского историко-художественного музея Л. И. Максимовой. Эти материалы послужили толчком для научного открытия памятника и начала целенаправленных раскопочных работ, которые начал осуществлять с 1980 года А. В. Трусов, заложивший в том же году первый шурф.
Исследования стоянки в 1980—1989 годах доставили ценную информацию и дали возможность для постановки многих важных вопросов. Этими работами получена богатая коллекция кремнёвых изделий, насчитывающая более 15000 экземпляров. Среди орудий наибольшее внимание привлекли два наконечника с боковой выемкой и большая группа ножей костёнковского типа. Изучение коллекции подвело А. В. Трусова к выводу о принадлежности памятника к костёнковско-авдеевской культуре. Было высказано предположение о наличии на стоянке обширной жилой площадки, аналогичной тем, которые известны в Авдеево и верхнем слое Костёнки 1. Также была выдвинута гипотеза о том, что стоянка на протяжении тысячелетий неоднократно заселялась и покидалась людьми — то есть о наличии нескольких уровней обитания. Однако А. В. Трусову не удалось практически подтвердить данные выводы; необходимые для этого методика раскопок и методология интерпретации им так и не были выработаны.
В 1994 году работы на Зарайской стоянке были возобновлены и с 1995 года ведутся под общим руководством члена-корреспондента РАН, доктора исторических наук, профессора Хизри Амирханова. Заместителем начальника экспедиции с 1998 г. является кандидат исторических наук С. Ю. Лев.

C. Ю. Лев и Б. Брэдли на раскопе. 2005 год

Х. А. Амирханову удалось вывести изучение памятника на качественно новый уровень. Повышенное внимание к стратиграфии (даже микростратиграфии — стратиграфии отдельных объектов и участков культурного слоя), геоморфологии, привлечение к исследованию памятника ведущих специалистов в области палеонтологии, геологии, а также коллег-археологов, в том числе и зарубежных, позволило провести действительно комплексную научную работу. Методика раскопок предполагала стратиграфическое и планиграфическое выявление разновременных слоев и объектов и, соответственно, отдельную разборку каждого из них. На разных участках раскопов и поперек крупных объектов оставлялись вертикальные бровки для изучения стратиграфии. Это сильно усложнило раскопки, но значительно повысило их качество. Стала производиться промывка заполнения каждого объекта в отдельности. В ходе изучения мерзлотных трещин, нарушивших культурный слой, было установлено наличие нескольких этапов (генераций) их образования, которые предшествовали или последовали тем или иным этапам заселения стоянки (ледник приближался — люди уходили и наоборот), что явилось дополнительным аргументом в пользу выделения подобных этапов формирования культурных отложений. Была окончательно установлена принадлежность Зарайской стоянки к памятникам костёнковско-авдеевского круга. Было решено в ходе раскопок не разрушать материк, в котором были выкопаны жилые и хозяйственные объекты и оставлять на месте некоторые крупные кости, а также консервировать раскоп стерильным песком после завершения работ — с тем, чтобы в будущем была возможность открыть в Зарайске археологический музей, подобный тому, что имеется в Костёнках.
Найденный в 2018 году на дне большой ямы-хранилища (Зарайск Е) засыпанный охрой листовидный наконечник для копья возрастом около 19 тыс. л. н. из кремня будут исследовать на наличие на нём ДНК древних людей.

## Общая информация

X. A. Aмиpxaнов руководит работой на раскопе. 2002 год.

В геологическом отношении место расположения стоянки связано с областью распространения отложений подольского горизонта среднего карбона, сложенного в основном глинами. Примерно в 4 км к северу от стоянки и почти непосредственно от неё на юг залегают известняки и доломиты с прослоями мергелей каширского горизонта среднего карбона. В этих отложениях на стыках пачек известняков встречаются горизонты плитчатого кремня коричневатых оттенков. Поверхность Зарайской стоянки связана с уровнем перегиба плато к склону долины. По геоморфологическому микрорайонированию место расположения стоянки приходится на Зарайскую равнину, ограниченную с востока микрорайоном водораздела рек Осётр и Вожа, и с запада — микрорайоном долины реки Осётр.

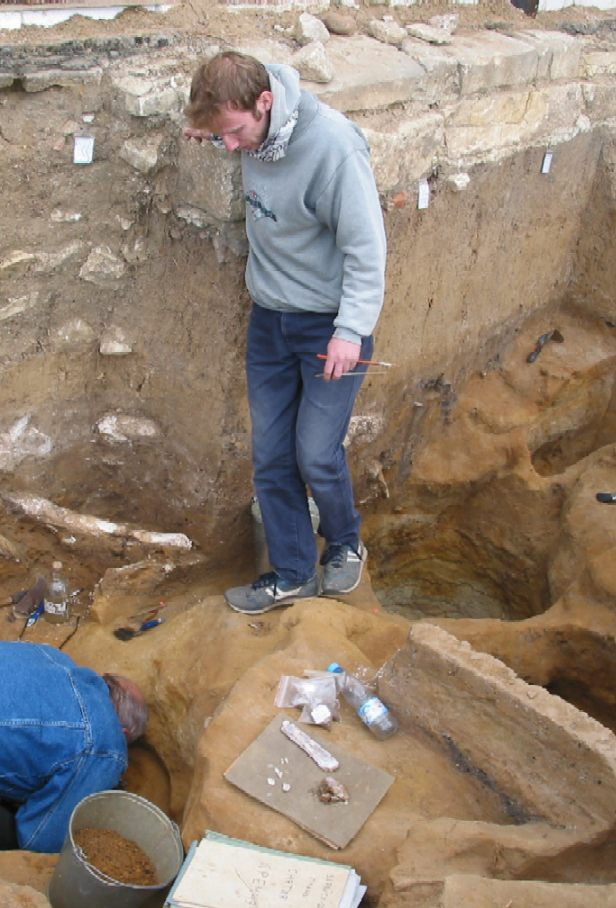
X. А. Амирханов и С. Ю. Лев извлекают статуэтку «венеры». 2005 г.

Основная часть площади стоянки приходится на среднюю часть мыса, образуемого верхним выступом излучины реки и крупным оврагом. Этот овраг прорезает коренной берег и направлен в сторону реки. Исследовавшаяся раскопками площадь в основном примыкает к Никольским въездным воротам северной стены Зарайского кремля XVI века. Рассеянные находки в виде обработанных кремней и единичных костей животных плейстоценового времени обнаруживаются в шурфах и случайных вскрытиях почти на всем пространстве мыса, практически полностью занятого кремлем. В восточном и северном направлениях от стоянки подобные разрозненные находки выявлены на расстоянии до 200 метров и за пределами мыса.
Несмотря на то, что значительная часть стоянки оказалась разрушена кремлём и крепостным рвом, большой фрагмент центральной её части сохранился до наших дней и стал основным объектом раскопок. Как уже упоминалось, на этой территории люди обитали неоднократно, и приходили сюда с перерывами в несколько сотен и даже тысяч лет. Было выявлено 4 этапа заселения стоянки. Самый поздний из них приурочен к горизонту погребенной почвы и имеет радиоуглеродные датировки в пределах 15—17 тыс. л. н. Самый ранний этап имеет возраст 22—23 тыс. л. н. «Классический» период в жизни стоянки пришелся на второй этап, очень близкий по времени к первому, когда структура поселения стала полностью аналогичной Костёнкам-1 (граветтская культура). Третий этап заселения отстоял от первых двух примерно на 2 тысячелетия, за это время здесь успела образоваться система мерзлотных трещин 2-й генерации (1-я существовала ещё до заселения стоянки). Кроме стоянки Зарайская к гмелинскому интерстадиалу (23000—21000 лет назад) в центре Русской равнины относятся стоянки: Гагарино, Карачарово, Пенская, Чулатово 1, Костёнки 11 слой 2, Костёнки 21 слой 3, Костёнки 5 слой 3, Костёнки 4 слои 1 и 2, слой Костёнок 1 комплексы 1-4, Костёнки 13, Костёнки 18, Костёнки слой 1, Елисеевичи 1 и Елисеевичи 2, Октябрьское 2 слой 1, Новгород-Северская, Клюсы, Авдеевская комплексы 1 и 2.
Свидетельства первого этапа заселения стоянки дошли до нас в несколько худшей сохранности, поскольку они были повреждены и видоизменены последующими постройками и мерзлотными структурами. Однако можно говорить о том, что поселение этого этапа уже было четко структурировано. Прослеживается линия очагов (в направлении северо-запад-юго-восток), вокруг которой располагались ямы-хранилища. В одной из таких ям-хранилищ была обнаружена статуэтка бизона.

участок раскопа 4 (2000 г.). Виден очаг, бровки, бивни мамонта и мерзлотные трещины

На втором этапе заселения структура поселения сместилась, в концептуальном плане оставшись прежней. Очаги были расположены в том же направлении на расстоянии 1-1,5 м от линии первого этапа, но стали крупнее и глубже (1 м в диаметре, до 50 см в глубину). Жилища располагались вокруг этой линии и представляли собой вытянутые полуземлянки длиной до 5 м, шириной и глубиной до 1 м. Сверху, они, видимо, были перекрыты бивнями мамонта, покрытыми шкурами. Возле землянок были выкопаны ямы-хранилища диаметром 50 см и глубиной до 1,5 м. Ямы-хранилища, как правило, накрывались лопатками мамонта с проделанным в них круглым отверстием. Подобная структура поселения встречается в Костёнках-1 и Авдеево, там было обнаружено по два соседствующих жилищно-хозяйственных комплекса.
Третий этап заселения характеризуется небольшим числом ям, менее крупными и глубокими очагами (до 20 см в глубину) и предположительно появлением наземных жилищных конструкций. Культурный слой третьего этапа насыщен крупными костями мамонта, в большинстве своем имеющих четкие концентрации, вероятно связанные с остатками жилых построек. Основным строительным материалом служили черепа, нижние челюсти и бивни мамонтов.

Ямка-кладик с крупными пластинами

Четвёртый этап заселения стоянки приходится на эпоху некоторого потепления климата. Он связан с верхней погребенной почвой, в которой залегают находки. В ней хуже сохранялась органика, и кости мамонта здесь встречаются в основном в виде трухи. Четких данных о плане поселения и жилищах этого этапа пока не удалось собрать в достаточном количестве (хотя А. В. Трусовым было обнаружено несколько очагов-«зольников» и один объект, интерпретируемый как жилище). Тем не менее, из этого горизонта происходит богатый кремнёвый материал. Значительная концентрация каменных изделий позволяет делать некоторые выводы о структуре поселения и хозяйственной специализации тех или иных его участков. Таким образом, изучение культурного слоя, приуроченного к верхней погребенной почве, является перспективным для данного памятника.

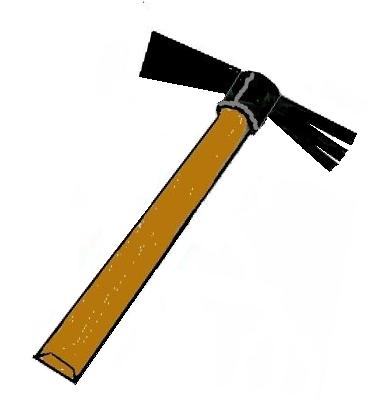
Мотыга из бивня мамонта

Ножи костёнковского типа

Большое количество костей мамонта, обнаруженных на стоянке, вызывает вопросы относительно их происхождения. Маловероятно, чтобы подобный объём костей стал результатом охотничьей добычи. Учитывая, что огромное количество костей сжигалось в очагах (в приледниковой тундре в то время нельзя было найти древесины в достаточном количестве), относительно небольшое племя (несколько десятков чел.) не могло добыть столько мамонтов. По-видимому, неподалёку находилось т. н. «кладбище мамонтов», погибших или утонувших в реке (Осётр в те времена был гораздо полноводнее), и люди периодически наведывались к излучине реки, добывая необходимые кости (практически все бивни, использовавшиеся в качестве строительного материала, имеют одинаковые габариты, что свидетельствует об их предварительном отборе). В пользу этой гипотезы говорит и то, что многие кости, найденные на стоянке, иногда на несколько тысячелетий старше предельного возраста культурного слоя.
Помимо костей мамонта, на стоянке были обнаружены также кости северного оленя, зайца, бизона, птиц, грызунов. Из мелких костей изготавливались инструменты типа проколок, из крупных — мотыги для копания земли. Обнаружено много лапок песца — скорее всего, они использовались как декоративный элемент меховой одежды.

Дно ямы окрашено охрой

Важным элементом сакральной жизни стоянки была природная красная краска — охра, которую изготавливали, видимо, путём длительного пережигания конкреций самородного железа, в большом количестве встречающихся в песчаном материке. Охрой посыпали полы жилищ, маркировали ямы-хранилища и ямки-«кладики». Иногда охру смешивали с красной глиной или жиром. На стоянке в большом количестве обнаружены керамические фрагменты, часто смешанные с охрой или обожженные. На данный момент их предназначение остается не вполне ясным. Возможно, имели место попытки изготовления керамических поделок, известных на стоянках Центральной Европы.
Коллекция кремнёвых орудий с Зарайской стоянки чрезвычайно богата и насчитывает сотни тысяч изделий. Важным фактором, определяющим специфику памятника, является доступность сырьевой базы. Это коренным образом отличает Зарайскую стоянку от однокультурных, значительно удаленных от источника сырья стоянок. Близость естественных выходов кремня позволяла не экономить сырье, поэтому в коллекции можно встретить наконечники длиной 16 см и пластины длиной более 20 см. В 2001—2002 годах была вскрыта яма третьего этапа (переделанная из более древней землянки), полностью заполненная преформами — крупными кремнёвыми желваками массой до 4 кг. На стоянке обнаружено и много массивных нуклеусов. Это позволяет в деталях восстанавливать всю технологическую цепочку изготовления каменных орудий.
Подавляющее большинство кремнёвого материала составляют отходы скалывания. Чрезвычайно много найдено отщепов. При этом орудия на отщепах крайне немногочисленны (речь не идет об отщепах с ретушью), что свидетельствует о том, что сами отщепы, в основном, были лишь побочным продуктом при оформлении нуклеуса. Технология скалывания, таким образом, была направлена на получение пластинчатой заготовки — как в Костёнках и Авдеево. Именно на этих широких массивных пластинах изготовлено подавляющее большинство орудий, найденных на стоянке.
Среди орудий культуроопределяющими для данной стоянки признаны т. н. «ножи костёнковского типа» (НКТ), наконечники с боковой выемкой (НБВ) и листовидные наконечники, а также пластинки с притупленным краем (ППК). НБВ и листовидные наконечники являются культурноопределяющими не только для данной, костёнковско-авдеевской культуры, но и для всего костёнковско-виллендорфского единства. Пластинки и микропластинки с притупленным краем являются интересным видом миниатюрного орудия; их могли использовать в качестве вкладышей в костяную или деревянную оправу для получения составного орудия (например, наконечника или ножа). Пластинки и микропластинки скалывали со специально подготовленных небольших или вторичных нуклеусов (то есть полученных из крупных пластин или отщепов). Среди прочих орудий следует отметить большое количество резцов разных типов, а также скребки, скребла, проколки, острия, обушковые ножи, а также отбойники из песчаника, известняка, кварцита и даже кремня. Встречаются и комбинированные орудия (резец-НКТ, НКТ-скребок и т. п.). К орудиям можно отнести также ретушированные отщепы, пластинчатые отщепы и пластины — все вместе они составляют более половины всех орудий.
Специфика памятника (наличие нескольких этапов обитания при отсутствии разделяющих их стерильных прослоек) на данный момент не позволяет в полной мере проследить эволюцию кремнёвых изделий на разных этапах заселения стоянки. Однако можно говорить о том, что принципиальных различий в ассортименте и технологии изготовления кремнёвых орудий не наблюдается. Изделия, относящиеся к верхней погребенной почве (четвёртый этап) смотрятся порой как несколько атипичные по отношению к более древним формам. Видно, что, например, подбору заготовки стали уделять меньше внимания. Тем не менее, можно говорить о преемственности каменной индустрии на Зарайской стоянке, сохранявшей на протяжении тысячелетий фактически неизменность базовых форм.
До настоящего времени на Зарайской стоянке не найдено никаких следов антропологических остатков, кроме молочного зуба ребёнка, обнаруженного при сортировке промывки. Погребения не обнаружены и невозможно с достоверностью судить, как именно выглядел внешне типичный зарайский человек. Возраст найденного там человека датируется возрастом 30 тыс. лет до нашей эры.
На многослойном поселении Зарайск-А самый древний культурный слой датируется возрастом 23 тыс. лет назад. Около 16 тыс. лет назад наступает потепление, которое фиксируется по изменению растительности споро-пыльцевым анализом. Это финальная фаза костёнковско-авдеевской культуры, к которой относится однослойное поселение Зарайск-B. После потепления изменилась структура поселений — исчезли землянки с очагами, жилища стали наземными.

## Наиболее значительные находки

Статуэтка бизона с Зарайской стоянки

На протяжении 20 лет раскопок стоянки исследователи все больше убеждались в том, что они изучают следы действительно высокоорганизованной первобытной культуры. Об этом свидетельствовало наличие регулярной структуры поселения, широкая диверсификация кремнёвых изделий и т. п. Среди наиболее интересных находок выделялись ожерелье из зубов песца, мотыга из бивня мамонта и крупные кости с нанесенным на них крестообразным орнаментом (особенно много орнаментированных костей мамонта было обнаружено впоследствии в ходе раскопок 2005 г.).
Однако первое значительное открытие, поставившее Зарайскую стоянку в один ряд с наиболее известными палеолитическими памятниками Европы, было сделано в сентябре 2001 г. Тогда при разборке т. н. «ямы 71» С. Ю. Львом была обнаружена выдающаяся по своему натурализму статуэтка бизона из бивня мамонта. Она лежала в подбое ямы на боку, на специально для неё выкопанном «подиуме». С левой стороны туловище было повреждено острым предметом, а с правой густо выкрашено красной охрой, обе левые ножки отломаны. По всей видимости, статуэтка была повреждена и положена в яму намеренно. Согласно выводам Х. А. Амирханова и С. Ю. Льва, «захоронение» статуэтки бизона было произведено в ходе магического охотничьего обряда — поразить добычу, а затем не дать ей убежать предполагалось и в действительности. В пользу данной интерпретации свидетельствует то, что первобытный скульптор изображал не взрослого бизона-самца, а молодую самку, которую легче было добыть на охоте. Максимальное сходство изображения с оригиналом должно было способствовать удачной охоте. «Яма 71» относится к древнейшему этапу заселения стоянки, и возраст статуэтки — 22—23 тыс. лет назад.
В 2005 году были сделаны открытия ещё нескольких произведений палеолитического искусства, столь характерных для круга памятников костёнковско-виллендорфского единства. В яме-хранилище второго этапа была обнаружена классическая статуэтка «венеры» из бивня мамонта, а в соседней яме ещё одна статуэтка малых размеров. Зарайская «венера» не отличается пышными формами, что сближает её с «худыми» авдеевскими статуэтками, при этом она имеет одно существенное отличие — её ножки не сведены вместе (это характерно и для Виллендорфа), а вырезаны раздельно, выделены даже ступни. Такой стиль в литературе принято называть авдеевским. Это может свидетельствовать об определённом культурном своеобразии Зарайской стоянки, объединяющей в себе особенности и Костёнок, и Авдеева.
В 2009 г. вышла в свет коллективная монография, обобщающая ряд аспектов исследования памятника. Книга посвящена анализу и обобщению археологических материалов комплекса зарайских верхнепалеолитических памятников, которые получены в основном раскопками последних семи лет

## Музейная экспозиция
В октябре 2014 года Государственный историко-архитектурный, художественный и археологический музей «Зарайский Кремль» открылся в новом месте. Это здание постройки конца XIX в., расположенное в кремле. Экспозиции Зарайской стоянки посвящён целый зал. Представлены подлинники произведений искусства из бивня и кости мамонта, коллекции каменных и костяных изделий. Интерактивный экран и видеоролики дают представление о богатстве коллекций, искусства, методике работ археологов и образе жизни первобытных обитателей приледниковой зоны.

## Международный статус памятника
Зарайская стоянка является археологическим памятником мирового значения, широко известным не только в нашей стране, но и за её пределами. Стоянку часто посещают крупные отечественные и иностранные исследователи. В Зарайск приезжают на практику российские и иностранные студенты. В сентябре 1997 г. в Зарайске и Москве проходил международный коллоквиум «Восточный Граветт», посвящённый проблематике исследования памятников средней поры верхнего палеолита Восточной и Центральной Европы. Участниками коллоквиума было подчеркнуто большое значение Зарайской стоянки для изучения эпохи верхнего палеолита в нашей стране и в мире в целом.